# Old Church of St Nicholas
Koordinaten: 51° 19′ 13″ N, 2° 58′ 58″ W
Die Old Church of St Nicholas ist ein anglikanisches Kirchengebäude in Uphill, Somerset, England, das um das Jahr 1080 errichtet wurde, doch schon zuvor wurden an dieser Stelle Gottesdienste abgehalten. Das Bauwerk steht auf einem Kliff oberhalb von Brean Down und der Mündung des River Axe.
Die Kirche ist teilweise eine Ruine. Sie besteht aus einem Turm, dem Altarraum und dem dachlosen Kirchenschiff. Es wurde von English Heritage im Grade II* eingestuft, und befindet sich nun in der Obhut des Churches Conservation Trust. Der überdachte Teil des Bauwerks wird noch gelegentlich für Gottesdienste genutzt.

## Geographie

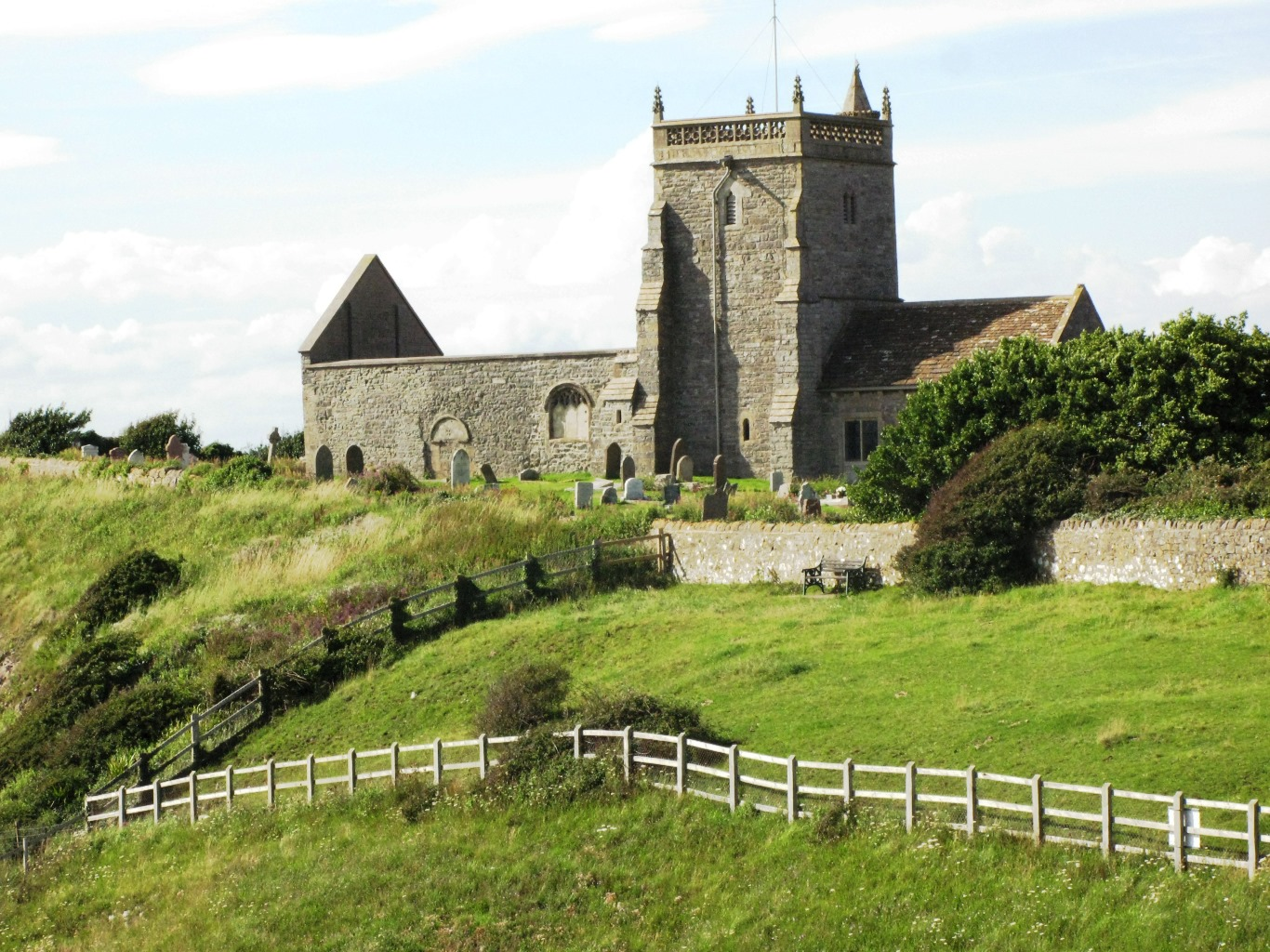
Blick auf die Kirche von Süden

Die teilweise verfallene Kirche steht am Rand von Weston-super-Mare auf einem Kliff an der Südseite von Uphill Cliff, dessen westliches Ende ein Steinbruch ist.
Die Gegend ist bekannt für ihr artenreiches Grasland. Steilere Abschnitte und Kuppen des Graslandes haben eine Flora, zu denen Walliser Schillergras (Koeleria vallesiana), Blaugrüner Faserschirm (Trinia glauca) und Gold-Astern (Crinitaria linosyris) gehören. Diese Wiesen sind Lebensraum von mehreren Arten Schmetterlingen und Rüsselkäfern (Curculionoidea).
Die Kirche liegt so über der Weston Bay, Brean Down und der Mündung des River Axe, der den Römern als Hafen diente, vermutlich für die Ausfuhr von Blei aus den Mendip Hills. Ein sich in der Nähe auf einem Hügel befindlicher Turm ist der Rest einer Windmühle aus dem 18. Jahrhundert.

## Geschichte und Architektur

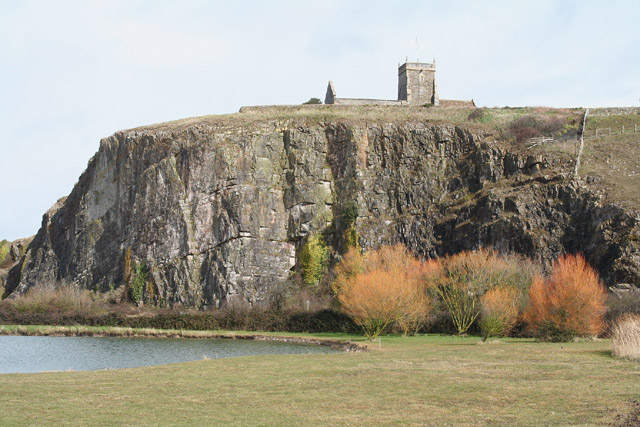
Uphill Cliff mit Blick nach Nordosten

Das Kliff unterhalb der Kirche beinhaltet Höhlen, die Spuren menschlicher Besiedlung seit der Steinzeit aufwiesen. Diese Höhlen wurden inzwischen weggebrochen und die Artefakte wurde ins Museum gebracht. Während der römischen Zeit wurde an der Stelle ein romano-britischer Tempel erbaut. Einige Überreste davon wurden unter dem Boden des offenen Kirchenschiffes gefunden. Außerdem gibt es Spuren einer Holzkirche, die um das Jahr 700 nach Christus in angelsächsischer Zeit hier stand, und der Hafen in Uphill könnte ein Zentrum für Pilgerreisende auf dem Weg zur Glastonbury Abbey gewesen sein. Die Kirche gelangte dann unter den Abt des dem Erzengel Michael geweihten Klosters auf der Insel Steep Holm im Bristolkanal.
Das heute noch bestehende normannische Steinbauwerk hat einen zentralen dreistufigen Turm, den Altarraum und ein dachloses Kirchenschiff. Der örtlichen Legende zufolge sollte die Kirche eigentlich am Fuß des Berges gebaut werden, doch Steine und Bauholz seien jede Nacht auf geheimnisvolle Weise auf den Gipfel befördert worden, sodass das Gebäude schließlich dort entstand.
Das Bauwerk wurde im späten Mittelalter umgebaut und 1846 durch Thomas Knytton aus Uphill Castle renoviert. Die Eingangsveranda wurde 1904 neugebaut, doch die Kirche ist teilweise eine Ruine, seit 1844 eine neue Pfarrkirche gebaut wurde.
Es gibt drei steinerne Sonnenuhren an dem Bauwerk, eine östlich einer schlichten Tympanongruppe oberhalb einer zugemauerten Türe an der Südmauer und eine westlich davon. Die dritte Sonnenuhr liegt auf der Südseite des Turmes und stammt aus der Zeit vor der Normannischen Eroberung Englands.

## Belege
1. ↑  Churches. Uphill Village, abgerufen am 4. April 2024 (englisch).
2. ↑  Old Church of Saint Nicholas. In: Images of England. English Heritage, abgerufen am 4. April 2024 (englisch).
3. ↑  St Nicholas, Uphill. Churches Conservation Trust, abgerufen am 4. April 2024 (englisch).
4. ↑  Uphill Cliff. (PDF; 4 kB) In: English Nature's SSSI Information. Archiviert vom Original am 19. März 2009; abgerufen am 4. April 2024 (englisch).
5. ↑  Grahame Farr: Somerset Harbours. Christopher Johnson, London 1954, S. 65.
6. ↑  Uphill Windmill, Uphill, Weston-super-Mare, Avon. Historic England, abgerufen am 4. April 2024 (englisch).
7. ↑  Old St Nicholas history. Uphill Team Ministry, archiviert vom Original (nicht mehr online verfügbar) am 7. August 2013; abgerufen am 5. April 2024 (englisch).
8. ↑  Clare Hayes: Folklore about Uphill church. In: Weston Mercury. Ehemals im Original (nicht mehr online verfügbar); abgerufen am 26. August 2010 (englisch). (Seite nicht mehr abrufbar. Suche in Webarchiven)
9. 1 2  St Nicholas Church. In: Pastscape. English Heritage, archiviert vom Original (nicht mehr online verfügbar) am 15. Mai 2012; abgerufen am 26. August 2010 (englisch).